# 밀리센트 시먼스
밀리센트 시먼즈(Millicent Simmonds, 2003년 3월 6일 - )는 미국의 배우이며, 청각 장애가 있다. 토드 헤인즈 감독 영화 《원더스트럭》을 통해 데뷔했으며, 존 크라신스키 감독의 영화 《콰이어트 플레이스》를 통해 전 세계적으로 이름을 알렸다.

## 출연 작품
- 원더스트럭 (2017) - 로즈 역
- 콰이어트 플레이스 (2018) - 레건 애버트 역
- 콰이어트 플레이스 2 (2021) - 레건 애버트 역